# Philocasca banksi
Philocasca banksi är en nattsländeart som först beskrevs av Donald G. Denning 1941.  Philocasca banksi ingår i släktet Philocasca och familjen husmasknattsländor. Inga underarter finns listade i Catalogue of Life.